# 洛洛溫泉村 (蒙大拿州)
洛洛溫泉村（英語：Lolo Hot Springs）是位於美國蒙大拿州米蘇拉縣的非建制地區。

## 歷史
洛洛溫泉村的郵局於1902年設立，其後於1947年停運。

## 地理
洛洛溫泉村所處的海拔為高於海平面1259米（即4131英呎），而該地所採用的時區為UTC-6，即北美山地時區（MST）。同時該地設有夏令時間，為UTC-7調快一小時，即UTC-6（MDT）。